# مل خرك شمالي
مل خرك شمالي (بالفارسية: مل‌خرک شمالی) هي قرية تقع في Howmeh Rural District في إيران. يقدر عدد سكانها بـ 39 نسمة بحسب إحصاء 2016.